# Irene Herchenbach
Irene Herchenbach ist eine ehemalige deutsche Handballspielerin.

## Werdegang
Herchenbach gewann als Spielerin von Union 03 Altona mit der Auswahl der Bundesrepublik Deutschland bei der Weltmeisterschaft 1965 die Bronzemedaille.
Mit dem 1. FC Nürnberg unterlag sie 1968 im Endspiel um den deutschen Meistertitel ihrem früheren Verein Union 03 Altona. Sie nahm ebenfalls an der WM 1971 teil. Später spielte sie beim FC Bayern München und stand 1973 wiederum im Aufgebot für die Weltmeisterschaft.